# ルーントルーパーズ 自衛隊漂流戦記
『ルーントルーパーズ 自衛隊漂流戦記』（ルーントルーパーズ じえいたいひょうりゅうせんき）とは、浜松春日による日本のライトノベル。アルファポリスより2013年5月から2017年12月まで刊行された。2018年7月時点で累計部数は23万部を記録している。
本作はかつて航空自衛隊に入隊していた作者が退職した後、高校時代にネット上にて連載していた作品をリメイクし、2011年より『小説家になろう』で連載していたものを出版したものである。
執筆にあたって、防衛省・自衛隊の協力を得ており、第1輸送隊の輸送艦「しもきた」、第1潜水隊群および潜水艦教育訓練隊が協力に当たっている。

## あらすじ
武力紛争解決のために編成される国連軍に参加するため、海上自衛隊の最新鋭イージス護衛艦「いぶき」を旗艦とし、輸送艦とヘリコプター搭載護衛艦に陸上自衛隊の部隊を乗せた、自衛隊の国連平和維持軍派遣艦隊は、紛争の発生地であるアフリカへ向けて洋上を航行していた。
しかしその途中、部隊の前に突如翼の生えた謎の少女が現れ、彼女が放つ謎の力により、自衛官たちは一斉に気を失ってしまう。その後、意識を取り戻した自衛官たちは全員が無事であることに一安心するが、今度はGPSを受信できないなどの異常が発生し、原因不明の事態に混乱する。だがそんな彼らに追い打ちをかけるように、空から信じられないものが飛来してくる。なんとそれは、翼長10メートル以上はある巨大な鳥だったのである。そして自分たちが居るはずの地球上では見ることのできないその姿を目撃したことで、自衛隊はここが異世界であることを自覚する。
何とか安息の地を求める自衛隊は、友好的な態度を取ってくれる現地のマリースア南海連合王国と接触することになり、交流によって両者は良好な関係を築きかけるが、その最中にマリースア国はフィルボルグ帝国の侵略を受けてしまう。目の前で殺されていくマリースアの人々や燃え盛る街を、自衛隊としても国連軍としても見捨てることができなかった自衛隊は、異世界の戦争に介入することを決意、自動小銃やイージス艦など数々の近代兵器を駆使して、見事フィルボルグ帝国軍を撃退し、マリースア国を侵略の危機から救うことに成功した。
しかし戦いに勝利したものの、元の世界に帰る方法が分からないため、この世界で暮らしていかなければならない自衛隊であったが、それでも希望を捨てず、戦いを経て友好国となったマリースア国を拠点としながら、戦乱の世に苦しむ異世界の民を救うため、そして帰るための方法を探すために、異世界各地を駆け巡って行く。
人魚にダークエルフなど、次々に現れる助けを求める者たちに、自衛隊は可能な限り救いの手を差し伸べていこうとするのであるが、そんな彼らの前には、様々な能力を持った異世界の怪物たちが、そして侵略の邪魔されたことで自衛隊への復讐に燃えるフィルボルグ帝国が立ちはだかってくる。そして戦いの裏では、異世界と地球の時空が自衛隊が召喚された影響により、異変を起こし始めていたのであった。

## 登場人物

### 自衛隊

#### 陸上自衛隊
久世啓幸（くぜ ひろゆき）
陸上自衛隊三等陸尉。本作の主人公。
1個小隊を率いる小隊長で、ほぼ全ての作戦に参加して先陣を切ることになっていく、真面目かつ誠実で温厚な自衛官。
自衛隊への入隊によって恋人との間に溝が生じ、失恋した過去を持つ。自衛官になった理由は、何か守りたいものが欲しかったからかもしれないと語っている。
異世界では数々の女性たちから好意らしきものを向けられていたが、第5巻でハイエルフのルーとお互いの辛い過去を腹を割って話し合い、自分を守ってほしいと願うルーに守り通すと約束したこともあって、恋人同士となる。
度重なる最前線への投入と、本人の活躍から次第に英雄としての名声を高めてしまい、光母教会からは「聖戦の炎」と呼ばれる救世の英雄に与えられるアミュレットを贈られるなど、異世界大戦の中心的存在になっていく。
原隊は中央即応集団隷下の中央即応連隊。
防衛大学校の卒業論文のためにチェ・ゲバラの「ゲリラ戦争」を読んでいたらしく、ゲリラ戦を専門的に研究していたことがうかがえる。第9巻ではゲリラ部隊を率いて帝都に潜入し皇帝への直接攻撃を計画する。
市之瀬竜治（いちのせ りゅうじ）
陸上自衛隊二等陸士。久世小隊付きの狙撃手。
実家の経済的な事情から入隊したため使命感には欠けるが、18歳で準特級射手の試験に合格しており、高い狙撃能力を持っている。作中ではその腕を活かして敵部隊の軍旗の竿を狙撃してへし折る、久世めがけて振り下ろされる剣を狙撃して弾き飛ばすなど、離れ業を多数こなしている。
美奈という名前の妹がおり、彼の入隊のおかげで高校に通っているが、妹から自分のために自衛隊に入隊したことを快く思われていない様子。
板井香織（いたい かおり）
陸上自衛隊一等陸尉。久世小隊所属中隊の中隊長。
優秀な女性陸上自衛官であるが人使いが荒く、久世はよくその被害に遭っており、悩みの種となっている。
久世とは防衛大学校時代の先輩後輩の仲であり、その頃から無理難題を命令していたらしい。自身の部下として赴任してきた際は自ら宇都宮駅に迎えに赴いた。
八重樫（やえがし）
陸上自衛隊三等陸曹。久世小隊第三班の班長。
レンジャー徽章持ちで、久世を小隊長着任当初から支えてきた、彼にとっての良き先輩。久世の部下になる前は習志野の第1空挺団にいた。
島秦（しまはた）
陸上自衛隊准陸尉。久世小隊付。
自衛隊勤続30年オーバー。平均年齢の低い久世小隊が練度や風紀の低下を招かないよう配置された。体力的には若手についていけないので現場にはいないことが多いが日常業務においては欠かせないベテラン。
過去に金沢の部隊にいたことが第5巻のとらのあな特典収録話で触れられている。
三俣（みまた）
陸上自衛隊二等陸曹。89式装甲戦闘車の車長。
妻子2人を養うために自衛隊へ入隊した。突進してくるベヒーモスから逃げずに真っ向勝負を挑むなど、熱血かつ豪快な性格の持ち主である。
瀬良（せら）
陸上自衛隊陸士長。89式装甲戦闘車の操縦手。
まだ若く、ベヒモスと戦った際にはナチュラルハイに陥ってしまっていた。
小山（こやま）
陸上自衛隊一等陸尉。AH-64D戦闘ヘリコプター「ジェロニモ」パイロット。
大阪弁をしゃべるどこか陽気な人物だが、異世界に来てからは中々出動機会がないことに対して少々不満を溜めていた。しかし、異世界での初陣において、その容赦ない激しい側面を発揮する。
かつてヤキマ演習場で出会ったアメリカ陸軍のOH-58観測ヘリコプターのパイロットの話から、愛機のコールサインを「サクラ」から「ジェロニモ」に変更している。
池田（いけだ）
陸上自衛隊三等陸佐。AH-64D戦闘ヘリコプター「ジェロニモ」機長兼ガンナー。
一般的にはパイロットの方が機長を兼務するのであるが、アパッチの操縦技術を小山に教える教官としての役職のまま派遣部隊に加わっていることから、ガンナーである彼が機長を務めており階級も上となっている。
森（もり）
陸上自衛隊二等陸尉。OH-1観測ヘリコプター「ハンゾー」パイロット。
小山・池田とは訓練部隊の頃からコンビを組んで飛ぶことが多かった。
土井孝太郎（どい こうたろう）
陸上自衛隊一等陸佐。派遣艦隊の陸自部隊指揮官。
現地人との軋轢のせいで救助作業がうまくいかないことに対し、憤りを見せる。
ニホンレットウ諸島への帝国軍上陸による地上戦では、戦略持久戦を粘り強く指揮した。
安浦（やすうら）
陸上自衛隊一等陸曹。戦車隊に所属し10式戦車の戦車長を務める。
寡黙で地味な性格をしているが、戦車隊員としてはベテランの中年男。第2巻でピクティの召喚したゴーレムを砲撃し撃破したのは彼であったことが後に明らかになっている。
妻と娘を過去に事故で亡くしており、事故発生時に災害派遣に出動しており病院に駆けつけられなかったことに罪悪感を背負っている。
家族の月命日に娘の供養のためにおもちゃを買って供えることを習慣にしており、戦闘が迫るニホンレットウ諸島においてもそれを欠かさないでいたところ、戦奴の族長アイラと出会い交流を深める。

#### 海上自衛隊
蕪木紀夫（かぶらぎ のりお）
海上自衛隊海将補。派遣艦隊の最高指揮官。
現場第一主義の思想が災いし、上層部と対立することが多かったため、輝かしい経歴とは裏腹に出世コースからは外されてしまっている。しかし部下達からの信頼は厚く、冷静かつ大胆な指揮で作戦を成功に導いていく。
日本海軍士官で駆逐艦乗組員だった父を持ち、海上自衛官として大きな影響を受けている。
加藤修二（かとう しゅうじ）
海上自衛隊二等海佐。派遣艦隊の海自部隊主席幕僚。
オカルトやサブカルチャーに精通したオタクであり、蕪木の副官を務めている。
根は優しいが、いざとなればいかに冷酷な作戦・判断であろうと、最善であれば実行できる強い決断力を持つ。オタクの知識のおかげで、自衛隊の中で一番早く自分たちが異世界に転移したという事実に気付く。
猿渡良（さわたり りょう）
海上自衛隊一等海尉。SH-60K哨戒ヘリコプター「シーホーク2」機長。
偵察飛行中に竜騎士たちの襲撃を受けるが生き延びる。見合い結婚した妻の麻子が日本にいる。
祖谷川（いやがわ）
海上自衛隊三等海尉。SH-60K哨戒ヘリコプター「シーホーク2」副機長。
竜騎士たちの襲撃で命を落とす。
栗原（くりはら）
海上自衛隊二等海曹。SH-60K哨戒ヘリコプター「シーホーク2」のドアガンナー。
一般曹候補学生出身なので昇進が比較的早く、本来叩き上げの階級である二曹であるがまだ三十手前と若い。竜騎士たちの襲撃で命を落とす。
南雲（なぐも）
海上自衛隊海士長。SH-60K哨戒ヘリコプター「シーホーク2」の弾薬手。
アフリカ派遣の手当てを彼女との結婚資金にするつもりだったが、竜騎士たちの襲撃で命を落とす。
松山彩（まつやま あや）
海上自衛隊海士長。イージス護衛艦「いぶき」第五分隊所属の航空要員兼立入検査隊員。
女性海上自衛官で、通常は「いぶき」に乗艦しているが、時たまにヘリの整備のため、「やしま」に増加要員として人事異動させられる。
長谷川（はせがわ）
海上自衛隊二等海尉。輸送艦「しもきた」の広報係士官。
捕虜になったピクティの担当になる。熱中すると他のことを見失ってしまう性格をしている。奴隷解放作戦の際は、苦戦する久世たち陸自部隊のために地上部隊を編成して増援に駆けつける。
平谷和雄（ひらたに かずお）
海上自衛隊一等海佐。イージス護衛艦「いぶき」初代艦長。
PKF派遣艦隊消失事件の直前に海上幕僚監部総務課に転属となっていたため難を逃れる。しかし、PKF派遣艦隊の消失に関するマスコミの推測に納得がいかず、独自に調査を始める。蕪木の元部下であり、彼をとても慕っている。
臼井（うすい）
海上自衛隊一等海佐。イージス護衛艦「いぶき」現艦長。
平谷から「いぶき」艦長の職を引き継いだ自衛官で、彼と同様に蕪木の元部下である。地味で目立たない艦長だが、部下を思う心は蕪木からよく教え込まれたらしく、責任感は厚い。
水口（みなくち）
海上自衛隊海将。統合幕僚長。
蕪木の同期で、彼を憎む自衛隊トップ。かつては蕪木と江田島の海上自衛隊幹部候補生学校で赤鬼青鬼を勤めたこともある間柄。
蕪木とは対照的に冷徹な性格で、優秀だが平谷を始めとする部下からは敬遠されている。

### 異世界

#### エルフ
フェルゥア・ディネルース
マリースアにやってきた久世達と出会った流れ者のハイエルフで、愛称はルー。本作のメインヒロイン。
第2巻にて「百九十年生きてるけど」と自身で語っており、長命のエルフ族であることから冗談ではなく実際に190歳以上の年齢と思われる。
金髪の長髪に碧眼、長身で胸も豊かと異世界の一般人のイメージするエルフ像からはかけ離れた外見。
体にはいくつもの模様が刻まれており、露出度の高い服装のためそれが丸見えとなっている。絶世の美女と言って差し支えない美貌を誇るが、性格はハチャメチャでお金にがめついなど決して良いとは言えない。
かつてダークエルフに故郷を滅ぼされ、その報復に犯人の故郷を滅ぼすも、生き残ったダークエルフの報復で初恋の相手を殺された過去を持つ。
長年にわたり放浪の旅を続けていた最中、マリースアで偶然出会った久世を気に入ったらしく、自らの意思で久世に付いてくるようになり、自衛隊に協力してくれる頼もしい仲間となる。同時に、久世と共に時間を過ごす中で徐々に彼に好意を抱いていき、第5巻で久世とお互いの辛い過去を腹を割って話し合った際に、守るものが欲しかったと語った久世に自分を守ってほしいと思いを告げ、それを聞いた久世が自分を守り通すと約束してくれたこともあって、恋人同士となる。
ピクティ・ハロスリエン
幼くしてダークエルフを束ねる族長。年齢は十五歳ほどと外見同様まだ幼い。
小柄で銀髪のショートカット、褐色の肌で目は赤い。武器はジャマダハルと呼ばれる刺突単剣の二刀流を操る。
フィルボルグ継承帝国に種族全体が服従を強いられており、帝国の命令でゴーレムを使い、マリースア国内で破壊活動を行ったのだが、自衛隊の介入により失敗。その後捕まって処刑されかけるが自衛隊にその命を助けられ、恩返しのため彼らに協力する。
命を救われてからは、大賢者捜索の旅にも忠誠心から久世の搭乗する89式装甲戦闘車に志願して乗り込み彼の側から離れず、危機があれば率先して動くなど献身的。
旅を通じて本来は宿敵であるはずのエルフ族のルーとも「よくケンカする姉妹のよう」と久世から思われるほどに仲を深め、貴族のカルダとも久世のために都市国家アルナイルで情報収集に出かけるなど仲間意識を持つようになる。
アイナリンド
ニホンレットウ諸島に氏族の仲間と共にやってきたエルフ女性。エルフ族の再興と「始祖の樹」の再生のためにハイエルフ族最後の生き残りであるルーを連れ戻そうとする。
ルーとは異なり閉鎖的でプライドの高いエルフ族の典型的な人物であり、人間の久世とルーの仲を認めず、金を投げ渡して別れるよう迫る。
ルーにはエルフ上位種として「姫様」と呼んで恭しく接するが、久世との仲を裂こうとしたためルーの失踪を招いてしまう。
クヌイ
エルフ族の青年。ルーのかつての婚約者。
ルーが復讐の旅に疲れ果て流れ着いたエルフの集落で見合いを勧められ、会うだけならと交際を始めた相手。
穏やかな性格で、ゆっくりと時間をかけてルーとの愛情を育んだ。過去のルーの全てを受け入れ共に生きる約束をする。
保守的なエルフ族の中で「海が見てみたい」という夢を持っていたが、最後まで生き残っていたルーの仇のダークエルフに殺害される。
彼の死と復讐の終結から、ルーのあてのない放浪の旅が始まったことが語られている。

#### マリースア南海連合王国
ハミエーア・ルアナ・マリースア
幼きながらマリースアを治めている女王。
年齢的には子供とはいえ、王者の器と風格を持っており、民衆達から絶対的な支持を集めている。自衛隊員達に好意的に接してくれる味方ではあるのだが、彼らに不信感を持つ内地軍や光母教会上層部への対処に苦労している。
ハビタル
マリースア国の宰相。
寡黙だが能力は高い。特定の亜人種を狙った暴動で該当種族であった妻が命を落とした経験から、亜人とも分け隔てなく接する加藤のことを気に入り、自衛隊に肩入れする。
カルダ・レシュアフォード
マリースア国軍飛行軽甲戦士団の団長。
緑色の髪を持ち、片眼鏡をした麗人。貴族階級であり、その中では一番早く自衛隊に味方する立場をとる。
愛し合った婚約者に先立たれた過去があり、それ以後喪服の意味合いを込めて公務では黒い外套を羽織っていたが、久世と話したことで過去を断ち切ったので、それを着ることはなくなった。
ラロナ・ハルティナー
マリースア国軍飛行軽甲戦士団に所属。
自衛隊を最初に発見した異世界の人物で、巨鳥『アルゲンタビス』の「テール」を相棒とする。狙撃手の一之瀬も驚くほど高い視力を持ち、フィルボルグ軍のマリースア侵攻の際には彼に標的の居場所を伝えた。
マリースアの内地にある国境付近の山岳地帯の出身で、幼少時に戦災で村と家族を失った。そのためか、自分が生きていることは「生きて何かをなせ」という神の意思であると感じている。
市之瀬とはその後も何度か行動を共にする内に心を通わせ、ニホンレットウ諸島の戦いでは久世を守るために共に命をかける。
ベレンゲル
マリースア国軍内地軍総大将。
マリースア国中で戦災復興のために活動する自衛隊のことを、取り入って内部から侵略しようとしていると決めつけ、ハミエーアに対し、自衛隊殲滅の命令を下すよう迫るも当然、ハミエーアに一蹴されるが意固地になって自衛隊を敵視する。しかし、他ならぬ内地軍の若手、それも有力な家の出身者たちが相次いで自衛隊の味方となり、立つ瀬が無くなっている。
ユラウス
マリースア国軍内地軍白戦馬団の騎士。
水底の国を救い英雄の証を立てるための、自衛隊の対レヴィアタン戦を見届けるために「いぶき」に観戦武官の名目で派遣された若い騎士数人の中のリーダー格。初めは自衛隊を見下していたが、自衛隊の戦いを目の当たりにし、「いぶき」の乗員たちと触れ合ったことで考えを変え、以後積極的に自衛隊に協力するようになる。
ディアナ
マリースア国軍内地軍白戦馬騎士団の騎士。
同じく「いぶき」に観戦武官の名目で派遣された。突然自衛隊への評価を急変させた仲間立ちに呆れている。優れた魔法騎士であり、レヴィアタンをおびき寄せるために囮になったクリスティアを守るために障壁魔法を行使した。とても歌が上手い。
ヴァレン
マリースア国軍内地軍騎士。
内地軍のなかでも勇猛さで知られている騎鳥戦士の隊を率いている。自衛隊に協力的になったユラウスたちを裏切り者として罵倒するが、キュクロプスと戦い壊滅状態に陥った自分の部隊が救われ全員一命をとりとめた後は、自衛隊に恩を返すために協力する。ニホンレットウ諸島の人口が急増してからは警邏部隊として派遣されている。
レティア
食堂『海狼の毛皮亭』の看板娘。
リュミのことをとても信頼しており、最初はリュミと共に活動していた久世たちのことを邪教徒か傭兵と思い込み露骨な嫌がらせを行っていたが、後に誤解が解け、自衛隊の救護所で看護師の手伝いをするようになる。酒場を開くためにニホンレットウ諸島に渡ろうとエレエナに行くが、当てが外れ日雇い給任をやっている。
ファルア
パン屋の娘で、レティアのかけがえのない友達。
広場で酒に酔った傭兵達に囲まれていたところを、たまたまレティアの食堂に食事に来ていた久世と一之瀬に助けられる。その後はレティアと共にエレエナで日雇い給任をしている。

#### フィルボルグ継承帝国
エサイアス・アスガルド・フィルボルグ
フィルボルグ帝国の第七代皇帝。
16歳で即位し、数々の侵略戦争によって衰退していた帝国の復活を短期間で実現させたが、そのために行った数々の凶行から「賢狂帝」とも称されている。妻子持ちではあるが妻は病に伏せ、一人娘には出奔されている。
非常に若くして即位したのも後に妻となった少女を守るために、自分以外の身内をいたずらに犠牲にしてきた挙句少女を危険視して葬ろうとした暗愚な父帝を自ら毒殺したからである。
イサイラ・シュヴィヤール
帝国軍の第三階位将軍。
南伐鎮定軍の指揮官で智謀に長けており、相手の力の強さを測るため、リウ率いる竜騎士たちに自衛隊への攻撃を命令する。
ニホンレットウ諸島の戦いで自衛隊員たちに大きな被害を与えたが彼らの熾烈な反撃と人魚族・バルバディア一味・マリースア軍の攻撃によって作戦は失敗に終わり、自身も自棄になったスコルピアの無理心中に巻き込まれて落命している。
リヒャルダ・フォン・アードラー
帝国軍の第四階位将軍。
南伐混成軍最高司令官としてマリーアス国侵攻作戦の指揮を執るが、そこで自衛隊の圧倒的な力を目にすることになる。
ガルド
帝国軍の将軍。
マリースア国侵攻作戦において戦死したリヒャルダ将軍の後任として南伐混成軍最高司令官に就任した。
ゲンフル
帝国軍に協力する魔術師。
魔法の力でマリースア国に隕石を落とし、マリースア国と自衛隊を抹殺しようとする。
ザラーム
帝国軍暗魔兵団十星長。
任務達成のためならば手段を選ばないプロの暗殺者。自衛隊を抹殺するため久世たちを付け狙う。味方側からも軽蔑されるほどの残忍冷酷な行いが、自身の命を縮める結果となり、時折正気が保てなくなっている。
ニホンレットウ諸島の戦いでドラゴン・ゾンビーの中核となって善戦するも敗北。最期は安浦が戦車用燃料を使って放った清めの炎に恐怖しながら焼き尽くされた。
リウ・レジュア
帝国軍疾空竜騎士団の作戦指揮官。
20代半ばながら実力は確かで戦友からの信頼も厚い竜騎士。イサイラの命令で自衛隊に襲いかかる。
ルミエル
帝国軍疾空竜騎士団の魔法竜騎士。
虎耳の亜人種族で、帝国の山岳地に住まう獣人族の出身。小柄で愛らしい姿をしているが、好戦的な種族の出身。
捕虜となった猿渡に接し異世界人（日本人）が「戦争を知らない人間」であることに驚く。
アパッチとの死闘を生き延びた後は復讐に燃え、ニホンレットウ諸島の戦いではイージス艦「いぶき」への疾空竜による切り込みを行い艦橋を一時占拠するなどの戦果を挙げたが、即座の反撃によって討死。「いぶき」の足止め自体も失敗に終わっている。
ベルムド
帝国軍地竜騎士団の団長。
戦奴解放のためにやって来た自衛隊を迎え撃つ。しかし「いぶき」が旧聖都に現れたとの連絡を受け、戦奴解放は囮だと判断し植民地兵を残し旧聖都へと向かってしまう。勿論、囮は「いぶき」の方であり、この行動が植民地兵の壊滅的被害の原因となり、戦奴解放にも成功されてしまうという大失態を招いてしまった。
元戦奴の族長アイラとは因縁があったらしく、彼女の人質となっていた子供を手にかけたようである。その天罰か、ニホンレットウ諸島の戦いで安浦の乗る10式戦車に夜間戦闘でいつの間にか轢き殺された挙句、奇跡的に無事だった頭部もアイラの手で皮を剥がされてしまった。
エリヴィラ
帝国軍氷雪竜騎士団の竜騎士。
マリースア国侵攻作戦に参加したが、「いぶき」の放ったESSM防空ミサイルの直撃を受けてしまう。一命を止り留めたが、精神を病んでしまい支離滅裂な言動を繰り返す。
バシリア・コルネート
帝国軍氷雪竜騎士団の見習い竜騎士。
見習いだったため、留守番をしていて生き残る。自衛隊を倒すために古代有翼人文明が遺した砦を起動させるが、逃げられてしまう。
その後、ルーントルーパーズとの戦闘経験が豊富であるとしてイライサの従卒に抜擢される。イライサのことは上官としてだけでなく人間としても好きになり、彼の最後まで側にいた。
イライサの戦死後は帝都に出頭させられ賢狂帝に戦闘報告を行うが、この頃からどこか自分だけが生き残ることに刹那的な心情になっている。
メルウィ・ヴァレンタイン
継承帝国帝都アガルタの三等地区に住む盗賊の少女で、差別的な扱いを受けている猫亜人。
盗賊ギルド「夜のカラス」団に所属し、スリや盗みで生計を立てている。仲間からは「黒猫」と呼ばれているように髪や尻尾の色は黒く、不吉なものとして忌み嫌われてきた。胸は小さいらしく、ルーのことを「デカパイ金髪エルフ」などと内心呼んでいる。
帝都襲撃のために潜入してきた久世たちを、敵であると知らずに用地の提供や街の案内をしてしまう。本人は久世たちのことを大金をはたいて帝都の遺跡盗掘にやってきたゴロツキだと思っていたが、情報屋からの金儲けの臭いのする噂話から久世らのアジトを探ってしまい正体を知ってしまう。

#### 光母教
リュミ・ヌーヴェルメール
マリースア光母教会の見習い司祭。
治癒魔法を使い、戦場で負傷した人々の治療をする。真面目で優しい性格で、身分を問わず教えを説く姿勢から平民たちより慕われている。 新たに建てる教会に赴任するためにニホンレットウ諸島にきている。
ヴィルヘルミーネ
光母教神官戦士団長。
私腹を肥やす俗物や背教者、目に余る蛮行に及ぶ者を粛清し、教会内の腐敗を一掃するため戦っている。
レフィティス
光母教神官戦士団副団長。
野心にあふれて上昇志向が強く、出世・保身のためなら非道な行為も厭わない。自分が大変な苦労をして手に入れた名声をいとも簡単に手にした久世に対し、嫉妬し、敵視している。ピクティを使って自衛隊に罠を仕掛けるも、ルーを始めとした久世の協力者たちの乱入により失敗、更には久世からの制裁で殴る蹴るの暴行を受けた。
取り入っていたゲルオドの失脚後は、自らもそれまでの地位を失い、さらなる出世の機会も失うが、それによって憑き物が落ちたように冷静さを取り戻し、久世と再会した際には穏やかな雰囲気の好青年になっていた。
ゲルオド
マリースア光母教会の大司祭。
大司祭としての権力を悪用して私腹を肥やしていた。ヴィルヘルミーネに悪事を暴かれ更迭され、殉教率の高い監獄要塞の司祭にされた。
イシュトルス
カンダハの光母教会の司祭。
頑迷な聖職者。光母教の信徒でないのにも拘わらず聖戦の炎を与えられている久世を認めず、作戦の邪魔をする。最後は目に余る行為を見かねたルーが投げつけた岩が頭部に直撃・卒倒した。
聖トゥラウル二世
光母教陽皇。まだ七歳。絶頂期を経て肥大化、既得権益化し腐り始めた教会を引き締めるため努力している。
帝国の侵入を防ぐため、久世に聖戦の炎を授ける。

### その他

#### 異世界
クリスティア
『人魚の海』の海底を領土とする『水底の国』に住む人魚族の王女。
巫女として、邪龍レヴィアタンの怒りを鎮めるため生贄になろうとするが、自衛隊によって命を救われ、その過程で加藤とは親密な関係になる。
バルバディア
異世界の海賊。
義理堅く人情派な人物であり、「いぶき」率いる自衛艦隊に戦いを挑んでくるが、最終的に敗れることになる。しかしその時命までは奪われなかったために、後に再び自衛隊の前に現れた際は、その時の恩返しと海賊の自由を守るために帝国と闘うべく、自分たちを雇うよう提案してくる。
エラン
ガルバハル剣闘団の団長。
奴隷出身で、自由を求めて剣闘士となり、多くの戦いを勝ち残ってきた歴戦の戦士。
久世と出会い共に生きて闘技場から脱出するためにベヒーモスと戦う。
ジュディス
ガルバハル剣闘団の女剣闘士。
エランと同じく奴隷出身で、似た境遇を持っていたこともあって彼とは惹かれ合い、今では恋人となっている。
エインセル
ガルバハル剣闘団の剣闘士。
奴隷出身で暗殺者上がり。暗殺者として扱われていた盗賊ギルドから、危険すぎると恐れられて売られ騎士団に来た。
モーズ
ドワーフ族の頭領。一族を率いてニホンレットウ諸島に移住した。
小柄ながら豪放磊落な性格をした筋骨隆々のドワーフ男性。
ドワーフ族は義を重んじており、反帝国の戦争が始まったことと、ハミエーア女王の招聘により馳せ参じた。
ドワーフとして仕える「英雄」を探しており、島へ渡る前に同じく立ち往生していたレティアとファルアの話から「異世界の英雄クゼ」の存在を知る。
細かいことは気にしないらしく、ルー以上に勝手に久世の側にいるようになり、久世が自衛官としては違法の脱走を行った際も同行した。
炭鉱種族としてニホンレットウ諸島では地下都市の修復や拡張を行い避難民を安全に避難させる手伝いを行う。
久世隊の帝都襲撃にも志願しており、ドワーフ特製の手動クレーンによって戦闘ヘリの組み立てにも貢献した。
アイラ
元戦奴の女族長。草原の民キュルク族を率いる女傑。
帝国戦奴である頃からも心から服従を見せることはなく、子供を人質に取られていた模様。
子供を地竜騎士団の団長ベルムドに殺害された恨みを密かに抱き復讐のために生きていたが、その復讐はニホンレットウ諸島の戦いで図らずも安浦が気付かぬ間に戦車でベルムドを轢き殺すという形で代わりに果たしたため、ある意味で呆気ない終わりを迎える。
その後は孤児院の母として安浦と共に生きることを決意し、新たな人生を踏み出す。
ヴェルネリ
元戦奴の族長。狼を思わせる獣人のライカン族を率いる。年齢的には四十路絡みの逞しい体格の男性。
普段は亜人種として人間と獣の中間のような姿をしているが、戦闘などで興奮すると狼男のように完全な獣人に変異する能力を持つ。
ベニカ・リンデローフ
アルナイル最高議会議長。
とても残忍な性格をしている。謀略と謀殺で成り上がってきたため、彼女の経歴を知る街の者たちからは憎まれている。
パラケラス
深淵の森に住む大賢者。
賢者の石を用いてガソリン等の燃料を精製するため、そのための助力をしてもらおうと久世たちが尋ねるが、召喚魔法によって招かれた異物である自衛隊を世界が排除しようとすると告げる。
種族はラミアであり、食性も蛇のそれにかなり近い。第9巻のとらのあな特典として配布された短編漫画（match作画）には海自カレーを「飲み物」として平らげてしまう様子が描かれた。
ニホンレットウ諸島に燃料精製と賢者として「見届ける」ために移住し、戦いには直接的には関与しないものの自衛隊側に情報提供などを行う。
ルーとは長命な種族の女同士として共感するところがあるのか、久世とルーの関係の危機を察したときには加藤を呼び寄せて根回しをするなど彼女なりに応援している様子。
スコルピア
竜人族の女王。
弱体化した古代種だが「サルコテア帝王と四竜王の意志を継ぐ者」を自負している誇り高い性格。
異界からの異物である自衛隊を世界の均衡を崩す存在であるとして帝国軍と共に排除しようとする。一方で種族が既に歴史の彼方に消えてゆこうとする存在であることを自覚しており、時折そのことを諦観したような言動をみせる。
ニホンレットウ諸島の戦いで竜巣が壊滅的被害を受けたことで完全に自暴自棄となり、帝国軍の敗北が決定打となった際に竜巣を自沈させて、内部にいるすべての同胞諸共自決。竜巣内にいた帝国軍将兵の大半を道連れにして、ピュラリスを抱きながら海の底へと沈んで逝った。
娘にピュラリスという代口者がいる。
ピュラリス
代口者と呼ばれる彷徨える竜巣を制御する竜人巫女。
「～と同胞が申しております」といった語尾で話すように、彼女本人の感情は一切表に出さず、性格はうかがえない。
スコルピアの娘であり、最後は母親の腕に抱かれたまま逝った。
フィロメーナ・ロソガット
エレエナ連盟王国王都に本拠を構えるロソガット商会の若き会長。エレエナ訛りが非常に強い言葉遣いが特徴。
ビジネス精神旺盛な烈女であり、ニホンレットウ諸島の戦いの影響で商売に支障をきたしていたところ、継承帝国にも支店を構えている程の交流網を見込まれて、マリースア側から反帝国同盟名義で久世達を継承帝国内に運ぶよう依頼され二つ返事で承諾した。依頼に応じたのは個人としては気に入らないマリースアだけでなく反帝国同盟加盟国全てに恩を売れるという打算以上に、先代である兄が亡くなる切っ掛けとなった戦役を起こし、商売でも散々横槍を入れてきた継承帝国への自分なりの復讐の意味合いがかなり強い。
『小説家になろう』版ではニホンレットウ諸島の戦い以前に登場して加藤やクリスティアと愉快な一悶着を起こすなど辣腕ながらコメディリリーフであったが、書籍版では初登場がニホンレットウ諸島の戦いの後となり、継承帝国との間に個人的な因縁が追加されるなどコミカルな要素は酷いエレエナ訛りぐらいに留まっている。

#### 地球
市之瀬美奈（いちのせ　みな）
市之瀬竜治の妹で、現在は高校生。ツインテールが印象的な少女。
家計のために自衛隊に入隊した兄のことを心の底から心配しており、いてもたってもいられず友達と共に兄と自衛隊国連派遣艦隊がどこへ消えたのか調査を始める。
兄の上官である久世に対しては、綺麗ごとを言う胡散臭い隊長といった屈折した印象を抱いている。
百合川亜由美（ゆりかわ　あゆみ）
美奈の友達で怪しいオカルト研究会の部長。美奈から可愛いおかっぱ頭の小柄な少女と思われているが、おどろおどろしいオカルト趣味が玉に瑕。
美奈を東京の零細オカルト雑誌「ラー」編集部へ連れていく。
霧島夏樹（きりしま　なつき）
美奈の友達で女子サッカー部に所属するボーイッシュな少女。男言葉で話す。
美奈の親友ともいえる少女で、東京遠征にも快く同行し支えるなど根はやさしい。
椰子林悟朗（やしばやし　ごろう）
オカルト雑誌「ラー」編集者。
アロハシャツに伸ばし放題の髪型という胡散臭いいでたちの中年男だが、柔軟な発想とオカルト知識は豊富。
美奈の来訪と海上自衛官である平谷のアポが重なり、共に奇妙な協力関係へと発展していく。
久世忠之（くぜ　ただゆき）
日本陸軍歩兵第22連隊所属の少尉。久世の曽祖父にあたる人物。沖縄戦で民間人を救うために犠牲となった。
久世の前世を匂わせる描写があり、市之瀬がなぜ久世をルーを探すための脱走に付き合うほどに慕っているのかの謎の一端を担っている。
市之瀬龍児（いちのせ　たつじ）
日本陸軍二等兵。市之瀬の祖父あるいは曽祖父にあたると思われる人物。
静岡の天竜川上流で猟師として生計を立てていた家系の出だが、戦争の激化に伴い召集された。
ロシア人中佐
名前や所属が一切不明の初老のロシア人男性。旧ソ連時代はKGB所属であったことが語られている。
冷静だが「感傷的」だと科学者から指摘されたり、ソ連時代を冷めた目で回想するなど、ロシア軍の中でも異質な人物として描かれている。
現代世界でウラル山脈の中に遺棄されていた旧ソ連時代の科学施設を再起動させ、異世界に対する動きを活発化させるアメリカ軍を牽制しようとする。
冷戦時代に旧ソ連軍が「新たな核弾頭の投射手段」として次元を超えた物体の移動を研究しており、その中で異世界の存在が明らかになった極秘情報を知る数少ない人物。

## 登場兵器

### 架空
DDG-180 イージス護衛艦「いぶき」
派遣艦隊の旗艦を務める海上自衛隊の最新鋭ミサイル護衛艦で、あたご型護衛艦に次ぐ第三世代のイージス艦である。艦名は、第二次世界大戦中に建造が進められていたが、完成前に終戦を迎えたため未成艦となった、空母「伊吹」に因んでいる。
建造時から弾道ミサイル防衛のためのBMD能力が付与されており、多岐にわたる任務に対応可能な新鋭艦だが、予算削減と自衛艦隊再編の形で、同型艦建造計画が白紙撤回され単艦のみの建造となった。
あたご型と同じく航空機の運用能力を持っており、艦影も殆ど違いはないが、
- 主砲があたご型の62口径5インチ単装砲ではなく、こんごう型と同じ54口径127mm単装速射砲になっていること。
- 個艦防空ミサイルとして、発展型シースパローが搭載されていること。
- タクティカル・トマホーク巡航ミサイルが搭載され、その運用能力も持っていること。

と言った、装備面に関する三つの大きな相違点を持つ。また、装備の純国産化が進み、それまで輸入された装備の多くが、国内企業によって国産化換装されている。
召喚された自衛隊の中で最大の火力を持つ装備であり、作中では竜騎士に対するイージスシステムを用いた対空戦闘の他、艦砲射撃やトマホークミサイルによる対地戦闘、邪龍との97式魚雷や90式SSMを使用して行う対潜・対水上戦闘、SM-3弾道弾迎撃ミサイルによる隕石の迎撃など、切り札的な存在として活躍する。
邪龍撃滅後はその功績から水底の国では神格の一柱として扱われており、定期的な参拝・奉納のために人魚族は危険を顧みずにマリースア近海に姿を見せるようになる。
ヘリコプター搭載護衛艦「やしま」
架空のいずも型護衛艦。出版開始当初は、現実のいずも型の艦型名がまだ決まっていない時期だったため、作中では途中まで『19500トン級のヘリ搭載艦』と呼ばれていた。
海自のヘリだけでなく、輸送艦に搭載しきれない陸自のヘリも搭載され、整備・運用されている。
補給艦「しだか」
架空のましゅう型補給艦。「いぶき」他各艦に燃料・弾薬を補給する。
今回の派遣にあたって、高性能20mm機関砲が搭載されている。

### 実在
詳細は、各項目のリンクを参照の事。
車輌
- 10式戦車
- 96式装輪装甲車
- 89式装甲戦闘車
- 87式偵察警戒車
- 73式小型トラック
- 軽装甲機動車
- 高機動車
- 掩体掘削機

艦艇
- おおすみ型輸送艦「しもきた」・「くにさき」
- エアクッション艇1号型
- 複合型作業艇

ヘリコプター
- AH-64D戦闘ヘリコプター
- OH-1観測ヘリコプター
- UH-60JA多用途ヘリコプター
- SH-60K哨戒ヘリコプター
- CH-47JA大型輸送ヘリコプター

火器
- 89式5.56mm小銃
- 64式7.62mm小銃
- 9mm機関けん銃
- 9mm拳銃
- 12.7mm重機関銃M2
- 5.56mm機関銃MINIMI
- 対人狙撃銃
- 01式軽対戦車誘導弾
- 87式対戦車誘導弾
- 79式対舟艇対戦車誘導弾
- 110mm個人携帯対戦車弾
- 84mm無反動砲
- 06式小銃てき弾
- C-4爆薬
- M26手榴弾
- 閃光音響手榴弾
- 携帯放射器

艦艇装備
- 54口径127ミリ単装速射砲
- 高性能20mm機関砲
- ESSM個艦防空ミサイル
- SM-3弾道弾迎撃ミサイル
- 90式艦対艦誘導弾
- タクティカル・トマホーク巡航ミサイル
- 68式3連装短魚雷発射管
- 97式魚雷

ヘリコプター装備
- M230チェーンガン
- 74式車載7.62mm機関銃
- ヘルファイア対戦車ミサイル
- ヘルファイアII空対艦ミサイル
- 91式携帯地対空誘導弾
- 67式150kg対潜爆弾

需品装備
- 野外炊具1号(改)
- 戦闘糧食II型

## 用語

### 異世界の国家・地域
マリースア南海連合王国
群島地帯と王都から連なる内陸部で構成された海洋国家。
自衛隊が異世界に来てから最初に接触した国家であり、良好な関係を築けたことから、この国を拠点として自衛隊は活動を行っていく。一時期、内地軍と教会の横槍で関係に溝が生じかけたが、カルダを始めとする協力者たちの援護によって事なきを得ている。
ニホンレットウ
元々はマリースアの王家が所有していて流刑島として利用するつもりだったが、フィルボルグ帝国から解放した戦隷の自治区として使うために自衛隊に融通された。
日本列島に何となく形が似ているという適当な理由で加藤に命名された。それぞれの島名は上から、ホッカイドウ大島、ホンシュー本島、シコク島、キューシュー火山島、オキナワ群島の順。
フィルボルグ継承帝国
異世界において最大の国家。
数々の侵略戦争によって勢力を高めており、マリースア国にも戦争を仕掛けてきたのであるが、そこでマリースア国を助けることになった自衛隊と戦闘を行うことになり、以後因縁の相手となる。
人魚の海
人魚族が収める『水底の王国』がある、荒天と多数の暗礁によって守られた絶海。この海域の近くは次元の境目が曖昧なため異世界転移時の入り口のようなものとなっており、自衛隊もこの海域の周辺に現出した。
彷徨える竜巣
古代種族である竜人族が住まう浮遊島。
本島「サルコテア」の周囲を空中浮力を供給する四つの支島「アトロポンカ」「ピツーラ」「ガルビーラ」「スクリピチョアーサ」が囲んだ構造。
本島には下部に巨大な攻撃兵器である「帝王の雷」が備えられており、歴史上この世界の均衡を崩そうとする国家や集団を廃滅してきた。また、本島内部に島の全てを制御する「サルコテアの間」があり、そこには化石化した竜人族が壁一面に並んでいる。
イージス艦による巡航ミサイルによる攻撃などでは致命傷にさえならなかったが、攻撃方法が強力な分小回りが利かず、久世やカルダ達の空中切り込み攻撃に苦戦した。

### 異世界の生物・怪物
アルゲンタビス
異世界に生息する巨鳥。翼長は10m以上でドラゴンにも匹敵する大きさを誇り、マリースア国軍飛行軽甲戦士団の主戦力かつ良きパートナー。人懐っこく、一之瀬の作業帽を取っていたずらを仕掛けたりもする。
黒龍
フィルボルグ帝国が飼いならして兵器として使用する、体色が黒のドラゴン。
弓矢や槍を跳ね返す頑丈な鱗を持ち、口から吐くファイヤーブレスや鋭い爪を武器にして、マリースア国と自衛隊に襲い掛かる。しかし知能は高くなく、回転するヘリのローターに自ら突っ込んで傷を負うような場面がある。
久世は無反動砲を用いてその内の一個体を瞬殺しており、それが巡り巡って異世界に彼の勇名を広めることになった。
氷雪竜
フィルボルグ帝国が飼いならして兵器として使用する、体表が雪に溶け込むような色合いをしたドラゴン。
羽ばたいたときに冷たい風を巻き起こす。
地竜
フィルボルグ帝国が飼いならして兵器として使用する、トリケラトプスのような見た目をしたドラゴン。
三本の角を持ち、地上部隊の重戦力として使われている。戦車代わりや威力偵察など様々な用途で活用されている。
疾空竜
フィルボルグ帝国が飼いならして兵器として使用する、他種よりも鋭角な姿をしたドラゴン。
とても速く飛び、トップスピードを維持するSH-60Kに難なく追随することができる。
ゴーレム
ピクティが破壊活動を行うため魔法によって召喚した、岩の怪物。
動きは鈍いが岩の体で攻撃を防ぎ、怪力を武器にマリースア国の街中で暴れまわる。
キュクロプス
ピクティが破壊活動を行うために呼び出した召喚獣。
一つ目の巨人で、その巨体と動きの鈍さから死角が多く、側面はがら空き。棍棒を振り回しマリースア国の街中で暴れまわる。
マオウイカ
負の魔力が原因でイカが変異した魔物で、性格は極めて狂暴。
絞め壊そうと「いぶき」にまとわりついてきたため艦からの攻撃手段がなくなり、久世たちが飛行甲板上で直接戦うことになった。アンデッド系の魔物であるため、神聖魔法を付与された攻撃がよく効く。
レヴィアタン
自衛隊が召喚されたのと並行して『人魚の海』に出没した、100mを超える体長を誇る邪龍。
水中での機動力はとても高く、97式魚雷を命中寸前のところで回避するほど。「いぶき」の主砲攻撃に耐える皮膚を持ち、口から火炎を吐く。人魚の肉を定期的に摂取した影響で薬物中毒に近い状態となっており、作中にて加藤に看破されている。
ベヒーモス
体長10mは超える猪のような怪物で、巨大な六本の牙と巨体を生かした突進が武器。
一般の猪では急所とされる額などの皮膚は硬化しており、弱点を克服している。また、頭部形状と相まって額は偶発的に傾斜装甲のような機能を有しており、機関砲の銃弾が直撃して深手を負っても致命傷には至らなかった。
ゴブリン
異世界に広く生息している人型の魔物。ゴブリンロードという上位種が存在する。
一匹あたりの戦闘力はあまり高くないが、群れになると残虐な性格が合わさり手強くなる。
オーガー
身長6mはある巨人族の怪物。強力な顎と力強い腕が武器。
ゴブリンと共にカルバハル剣闘団の試合相手として差し向けられる。
死霊
怨念を持って死んだ者の成れの果ての姿。大量の死霊に取り憑かれれば最悪の場合、死に至る。
魔法力を持たない武器は効果がなく、同じく魔法効果のない普通の防具では彼らの攻撃を防ぐことはできない。
タラスコン
結界によって封印されていたがザラームが結界を破壊したことによって封印を解かれた。カメレオンのような姿をしている。
全長は竜並みに大きく、全身が石でできているため恐ろしく頑丈で84mm無反動砲の直撃を受けてもびくともしない。
アラクネ
ダンジョンに巣くう伝説の巨大蜘蛛。全長10mはあり、知能はそこそこ高くとても執念深い。
人間の女性のような顔を持っており、元は人間だった可能性がある。
ドラゴン・ゾンビー
ニホンレットウ諸島の戦いで死んだ大量の遺体や竜の死骸を取り込むことで具現化したアンデッドモンスター。帝国軍暗魔兵団による禁忌の魔法によって生み出された。
既に人ではなくなっていたザラームが中核となって味方との連携で二両の10式戦車を撃破するが、安浦の乗る10式戦車の巧みな戦術の前に相討ちへと持ち込まれてしまい、最期はリュミによる神聖魔法の攻撃により調伏させられた。

### その他の用語
ルーントルーパーズ
異世界において、別の世界から来た戦士たちのことを指す言葉。作中では自衛隊のことを主に指している。
国連平和維持軍派遣艦隊
国連軍参加のために、イージス護衛艦1隻、ヘリコプター搭載護衛艦1隻、輸送艦2隻、補給艦1隻で編成された自衛隊の艦隊で、輸送艦とヘリ搭載護衛艦には多数の陸自部隊が乗船しており、統合部隊としての側面も持つ。
彼らが派遣される目的は、日本の積極的な国際貢献の姿勢を世界へアピールするためと、派遣地であるアフリカで起きている武力紛争の中で、反政府勢力が北朝鮮から密輸した弾道ミサイルを使用した場合に、それを迎撃して日本の防衛力の高さを証明し、北朝鮮に圧力を掛けることである。そのため、最悪の事態に備えて大量の武器・弾薬・燃料が配備されている。
導きの涙
巨大な真珠で、その中の青く光っている一つの点が水底の王国へたどり着くための安全な航路を常に示しており、道しるべの役割を果たしている、いわば入国許可証ともいえる代物で、人魚たちにとって最大の秘宝。
賢者の石
何かが混ざってしまった物体を元の分離した状態に戻すことができる、有翼の民が遺した物体。自衛隊ではこれを使って原油からガソリンや軽油を作ろうとしたが、使用するには大規模な魔法系統を構築する必要がある。
聖戦の炎
光母教で管理されており、世界の危機だと認めた場合に限り持ち出すことが許される。これを持った者には、世界を救うために信徒にあらゆる要求を通す権利が与えられ、信徒側にもその要求を受ける義務が負うことになる。過去数百年の歴史の中持ち出しが許されたのは4回のみで、今回が5回目。
Q号計画指示書
自衛隊に防衛出動が発令された時のみに開封される極秘文書。発令時にはこの計画書に書かれた指示に従い各部隊は臨戦態勢に突入し、あらゆる作戦行動が許可されることになる。この時の計画書は「いぶき」艦内の蕪木司令の私室に厳重に保管されている。
この文書を持ち出すことによって、自衛隊が闘う覚悟を示し、それが世界にどのような影響をもたらすかパラケラスに観測してもらった。

## 既刊一覧

### 単行本
浜松春日（著） / 飯沼俊規（イラスト、第1巻 - 第6巻） / match（イラスト、第7巻 - 第10巻） 『ルーントルーパーズ 自衛隊漂流戦記』 アルファポリス、全10巻
| 巻数 | 初版発行日     | ISBN              |
| ---- | -------------- | ----------------- |
| 1    | 2013年5月31日  | 978-4-434-17966-2 |
| 2    | 2013年10月31日 | 978-4-434-18363-8 |
| 3    | 2014年3月31日  | 978-4-434-19062-9 |
| 4    | 2014年9月30日  | 978-4-434-19758-1 |
| 5    | 2015年4月30日  | 978-4-434-20600-9 |
| 6    | 2015年9月30日  | 978-4-434-21119-5 |
| 7    | 2016年7月7日   | 978-4-434-22109-5 |
| 8    | 2016年10月1日  | 978-4-434-22453-9 |
| 9    | 2016年12月28日 | 978-4-434-22787-5 |
| 10   | 2017年12月29日 | 978-4-434-24110-9 |

### 文庫版
浜松春日（著） / 飯沼俊規（イラスト、第1巻 - 第6巻） / match（イラスト、第7巻 - 第10巻） 『ルーントルーパーズ 自衛隊漂流戦記』 アルファポリス〈アルファライト文庫〉、全10巻
| 巻数 | 初版発行日     | ISBN              |
| ---- | -------------- | ----------------- |
| 1    | 2017年1月27日  | 978-4-434-22789-9 |
| 2    | 2017年3月24日  | 978-4-434-22973-2 |
| 3    | 2017年5月26日  | 978-4-434-23192-6 |
| 4    | 2017年7月21日  | 978-4-434-23464-4 |
| 5    | 2017年9月29日  | 978-4-434-23642-6 |
| 6    | 2017年11月24日 | 978-4-434-23864-2 |
| 7    | 2018年1月26日  | 978-4-434-24068-3 |
| 8    | 2018年3月23日  | 978-4-434-24323-3 |
| 9    | 2018年5月25日  | 978-4-434-24579-4 |
| 10   | 2018年7月20日  | 978-4-434-24707-1 |